# Almaluez
Almaluez là một đô thị ở Tây Ban Nha, thuộc tỉnh Soria, cộng đồng tự trịf Castile-Leon, Tây Ban Nha.
Đô thị này có dân số 243 người (2005), trong đó có 128 nam giới và 115 nữ giỡi. Diện tích là 160 km2. Độ cao 822 m trên mực nước biển.